# Blue in Blue (原田知世のアルバム)
『Blue in Blue』（ブルー・イン・ブルー）は、原田知世のミニ・アルバム。オリジナル・アルバムとしては通算8作目となる。1990年11月28日にFOR LIFEよりリリースされた。

## 概要
帯コピー：あなたの心が、聞こえてる…静かに…。
今作は原田の23才の誕生日に発売されたスペシャル・ミニ・アルバムである。元サザンオールスターズのギタリスト大森隆志と透影月奈（すきかげ るな）こと原田自身による共同プロデュース作品となっている。全6曲中3曲の作曲を大森が手掛けており、原田は5曲の作詞と1曲の作曲を担当している。
前作『Tears of Joy』のタイトル曲は、アレンジを変えたAmbiance Versionで収録。「Honey Moon」は原田自身が作曲を手掛けている。「Silence Blue」は、サトウ製薬「ストナ」CMイメージ・ソングとして使用された。
1996年9月20日には、14枚目のシングル「Silvy」のカップリング曲「夢迷賦」(アルバム未収録曲) が追加収録され、CD選書盤として再発売された。

## 収録曲

### CD
| #         | タイトル                           | 作詞      | 作曲      | 編曲       | 時間  |
| --------- | ---------------------------------- | --------- | --------- | ---------- | ----- |
| 1.        | 「Silence Blue」                   | 原田知世  | 大森隆志  | 片山敦夫   | 5:31  |
| 2.        | 「Honey Moon」                     | 透影月奈  | 原田知世  | 片山敦夫   | 4:36  |
| 3.        | 「Tears of Joy」(Ambiance Version) | 原田知世  | 柿原朱美  | 片山敦夫   | 4:18  |
| 4.        | 「白い朝」                         | 透影月奈  | 大森隆志  | 片山敦夫   | 4:27  |
| 5.        | 「蒼い夢」                         | 透影月奈  | 大森隆志  | 片山敦夫   | 2:24  |
| 6.        | 「冬の妖精」                       | 安藤芳彦  | 柿原朱美  | 崎谷健次郎 | 4:56  |
| 合計時間: | 合計時間:                          | 合計時間: | 合計時間: | 合計時間:  | 26:12 |

### CD選書盤
| #         | タイトル                           | 作詞      | 作曲       | 編曲       | 時間  |
| --------- | ---------------------------------- | --------- | ---------- | ---------- | ----- |
| 1.        | 「Silence Blue」                   | 原田知世  | 大森隆志   | 片山敦夫   | 5:31  |
| 2.        | 「Honey Moon」                     | 透影月奈  | 原田知世   | 片山敦夫   | 4:36  |
| 3.        | 「Tears of Joy」(Ambiance Version) | 原田知世  | 柿原朱美   | 片山敦夫   | 4:18  |
| 4.        | 「白い朝」                         | 透影月奈  | 大森隆志   | 片山敦夫   | 4:27  |
| 5.        | 「蒼い夢」                         | 透影月奈  | 大森隆志   | 片山敦夫   | 2:24  |
| 6.        | 「冬の妖精」                       | 安藤芳彦  | 柿原朱美   | 崎谷健次郎 | 4:56  |
| 7.        | 「夢迷賦」                         | 透影月奈  | 崎谷健次郎 | 崎谷健次郎 | 4:21  |
| 合計時間: | 合計時間:                          | 合計時間: | 合計時間:  | 合計時間:  | 30:33 |

## 参考資料
- デビュー40周年！原田知世の魅力を引き出したプロデューサー鈴木慶一の仕事 – Re:minder
- DJ tama's MUSIC WORLD